# Емил Карастойчев
Емил Стефанов Карастойчев е български шахматист и треньор по шахмат.
Най-доброто му класиране на първенството на България по шахмат е 2 – 3 място през 1950 г. Участва на две шахматни олимпиади, където изиграва 15 партии (5 победи, 6 равенства и 4 загуби). Участва на Балканиадите по шахмат през 1946 и 1947 г. Дългогодишен национален състезател.
След прекратяване на състезателната си кариера работи в детско-юношеската школа на ШК „Славия“, където е един от първите треньори на осемкратната шампионка на България Маргарита Войска.

## Участия на шахматни олимпиади
| Година | Организатор   | Отбор            | Класиране (отборно) | Дъска         |
| 1939   | Буенос Айрес  | България         | 20                  | Първа резерва |
| 1962   | Златни пясъци | България 2 отбор | -                   | Втора         |